# Acacia falcifolia
Acacia falcifolia é uma espécie de leguminosa do gênero Acacia, pertencente à família Fabaceae.